# Like a Prayer (bài hát)
"Like a Prayer" là một bài hát của nghệ sĩ thu âm người Mỹ Madonna nằm trong album phòng thu thứ tư của cô cùng tên (1989). Nó được phát hành vào ngày 3 tháng 3 năm 1989 như là đĩa đơn đầu tiên trích từ album bởi Sire Records và Warner Bros. Records. Bài hát được đồng viết lời và sản xuất bởi Madonna với Patrick Leonard, trong đó thể hiện tư tưởng nghệ thuật và cá nhân mới trong quá trình sáng tác của cô, đồng thời bày tỏ mong muốn tiếp cận những đối tượng nghe nhạc trưởng thành hơn so với những tác phẩm dance-pop trước đây của nữ ca sĩ. "Like a Prayer" là một bản pop rock kết hợp với những yếu tố của nhạc phúc âm mang nội dung đề cập đến một cô gái trẻ luôn tràn đầy niềm tin về Đức Chúa Trời, người luôn được cô nhìn nhận như hình mẫu nam lý tưởng duy nhất trong đời. Ngoài ra, nó còn bao gồm một dàn hợp xướng tham gia góp giọng nền, giúp làm nổi bật giá trị tinh thần của bài hát, và tiếng guitar rock mang tính chất ưu tối và huyền bí. Theo tiết lộ của Madonna, "Like a Prayer" được lấy cảm hứng từ Công giáo, và có nhiều ý nghĩa ám chỉ kép về tình dục lẫn tôn giáo.
Sau khi phát hành, nó nhận được những phản ứng tích cực từ các nhà phê bình âm nhạc, trong đó họ đánh giá cao giai điệu đơn giản nhưng bắt tai của nó cũng như sự thay đổi trong âm nhạc của nữ ca sĩ. Ngoài ra, bài hát còn lọt vào danh sách những tác phẩm xuất sắc nhất mọi thời đại bởi nhiều tổ chức và ấn phẩm âm nhạc, bao gồm vị trí thứ 306 trong danh sách 500 Bài hát xuất sắc nhất mọi thời đại của Rolling Stone. "Like a Prayer" cũng gặt hái những thành công ngoài sức tưởng tượng về mặt thương mại, đứng đầu các bảng xếp hạng ở Úc, Bỉ, Canada, Đan Mạch, Phần Lan, Ireland, Ý, Hà Lan, New Zealand, Na Uy, Tây Ban Nha, Thụy Điển, Thụy Sĩ và Vương quốc Anh, và lọt vào top 2 ở tất cả những quốc gia còn lại, bao gồm những thị trường lớn như Áo, Pháp, Đức và Hà Lan. Tại Hoa Kỳ, nó đạt vị trí số một trên bảng xếp hạng Billboard Hot 100 trong ba tuần liên tiếp, trở thành đĩa đơn quán quân thứ bảy của Madonna tại đây. Tính đến nay, "Like a Prayer" đã bán được hơn 6 triệu bản trên toàn cầu, trở thành một trong những đĩa đơn bán chạy nhất mọi thời đại.
Video ca nhạc cho "Like a Prayer" được đạo diễn bởi Mary Lambert, trong đó Madonna được mời làm nhân chứng cho một vụ ám sát bởi nhóm Người da trắng thượng đẳng, trong đó một người đàn ông da màu bị cáo buộc giết người. Nó đã vấp phải những chỉ trích kịch liệt từ Tòa Thánh Vatican cũng như nhiều tổ chức tôn giáo và nhóm người xem bởi một số hình ảnh như cây thánh giá bị đốt cháy và ẩn dụ về việc yêu đương với một vị thánh da màu. Họ cũng quyết định tẩy chay những sản phẩm nước giải khát của hãng Pepsi, công ty đã sử dụng bài hát trong quảng cáo hợp tác giữa họ và Madonna. Ngay sau đó, Pepsi phải quyết định hủy bỏ hợp đồng tài trợ với nữ ca sĩ, và chấp nhận đền bù giá trị hợp đồng đã ký. Tuy nhiên, nó đã nhận được hai đề cử tại giải Video âm nhạc của MTV năm 1989 cho Video của năm và Bình chọn của người xem, và chiến thắng một giải sau. Kể từ khi phát hành, "Like a Prayer" đã đánh dấu một bước ngoặt lớn trong sự nghiệp của Madonna, trong đó giới chuyên môn bắt đầu nhìn nhận cô như là một nghệ sĩ chứ không đơn thuần là một ngôi sao nhạc pop.

## Danh sách bài hát
| - Đĩa 7" tại Hoa Kỳ 1. "Like a Prayer" (bản 7") – 5:19 2. "Act of Contrition" – 2:19 - Đĩa CD 3" tại Nhật 1. A. "Like a Prayer" (bản 7" fade) – 5:07 2. B. "Act of Contrition" – 2:19 - Đĩa 12" tại Hoa Kỳ 1. "Like a Prayer" (12" Dance phối) – 7:50 2. "Like a Prayer" (12" phối lại) – 7:21 3. "Like a Prayer" (Churchapella) – 6:14 4. "Like a Prayer" (12" Club) – 6:35 5. "Like a Prayer" (7" phối lại) – 5:41 6. "Act of Contrition" – 2:19 | - Đĩa 12" tại Anh quốc 1. A. "Like a Prayer" (12" Dance phối) – 7:50 2. B1. "Like a Prayer" (Churchapella) – 6:14 3. B2. "Like a Prayer" (bản 7" chỉnh sửa) – 5:41 - Đĩa mở rộng Remixed Prayers tại Nhật 1. "Like a Prayer" (12" Dance phối) – 7:50 2. "Like a Prayer" (12" phối) – 7:21 3. "Like a Prayer" (Churchapella) – 6:05 4. "Like a Prayer" (12" Club) – 6:35 5. "Like a Prayer" (7" phối lại) – 5:41 6. "Express Yourself" (Non-Stop Express phối) – 7:57 7. "Express Yourself" (Stop & Go Dubs) – 10:49 8. "Express Yourself" (Local phối) – 6:26 |

## Thành phần thực hiện
Thành phần thực hiện được trích từ ghi chú của Like a Prayer, Sire Records.
| - Madonna – hát chính, hát nền, viết lời, sản xuất - Patrick Leonard – viết lời, sản xuất, lập trình - The Andraé Crouch Choir – hát nền - Bill Meyers – lập trình - Bruce Gaitsch – guitar mộc - Chester Kamen – guitar - Chuck Findley – lập trình, kèn đồng - Dann Huff – guitar - David Williams – guitar bass - Dick Hyde – kèn đồng - Donna De Lory – hát nền - Niki Haris – hát nền - Geary Lanier – clavinet | - Guy Pratt – lập trình trống, bass - Paulinho da Costa – bộ gõ - Herb Ritts – nhiếp ảnh gia - Christopher Ciccone – thiết kế bìa - Bob Ludwig – master - Bill Bottrell – phối khí - Shep Pettibone – hỗ trợ sản xuất, phối lại, kỹ sư âm thanh - Michael Hutchinson – kỹ sư phối lại - Dave Way – hỗ trợ kỹ sư - Fred McFarlane – lập trình - Junior Vasquez – kỹ sư âm thanh - Bill Bottrell – hỗ trợ sản xuất, phối lại - Prince – guitar |

## Xếp hạng
| Bảng xếp hạng (1989)                     | Vị trí cao nhất |
| ---------------------------------------- | --------------- |
| Úc (ARIA)                                | 1               |
| Áo (Ö3 Austria Top 40)                   | 2               |
| Bỉ (Ultratop 50 Flanders)                | 1               |
| Canada (RPM)                             | 1               |
| Canada Dance/Urban (RPM)                 | 2               |
| Đan Mạch (IFPI)                          | 1               |
| Châu Âu (European Hot 100 Singles)       | 1               |
| Phần Lan (Suomen virallinen lista)       | 1               |
| Pháp (SNEP)                              | 2               |
| Đức (Official German Charts)             | 2               |
| Ireland (IRMA)                           | 1               |
| Ý (FIMI)                                 | 1               |
| Nhật Bản Quốc tế (Oricon)                | 1               |
| Hà Lan (Dutch Top 40)                    | 2               |
| Hà Lan (Single Top 100)                  | 1               |
| New Zealand (Recorded Music NZ)          | 1               |
| Na Uy (VG-lista)                         | 1               |
| Ba Lan (LP3)                             | 1               |
| Bồ Đào Nha (AFP)                         | 1               |
| Tây Ban Nha (PROMUSICAE)                 | 1               |
| Thụy Điển (Sverigetopplistan)            | 1               |
| Thụy Sĩ (Schweizer Hitparade)            | 1               |
| Anh Quốc (OCC)                           | 1               |
| Hoa Kỳ Billboard Hot 100                 | 1               |
| Hoa Kỳ Adult Contemporary (Billboard)    | 3               |
| Hoa Kỳ Dance Club Songs (Billboard)      | 1               |
| Hoa Kỳ Hot R&B/Hip-Hop Songs (Billboard) | 20              |

| Bảng xếp hạng (1989)                 | Vị trí |
| ------------------------------------ | ------ |
| Australia (ARIA)                     | 1      |
| Austria (Ö3 Austria Top 40)          | 7      |
| Belgium (Ultratop 50 Flanders)       | 12     |
| Canada (RPM)                         | 1      |
| Canada Dance/Urban (RPM)             | 24     |
| Europe (European Hot 100 Singles)    | 2      |
| France (SNEP)                        | 14     |
| Germany (Official German Charts)     | 6      |
| Italy (FIMI)                         | 5      |
| Netherlands (Dutch Top 40)           | 13     |
| Netherlands (Single Top 100)         | 7      |
| New Zealand (Recorded Music NZ)      | 8      |
| Norway Spring Period (VG-lista)      | 2      |
| Norway Winter Period (VG-lista)      | 9      |
| Switzerland (Schweizer Hitparade)    | 6      |
| UK Singles (Official Charts Company) | 11     |
| US Billboard Hot 100                 | 25     |
| US Adult Contemporary (Billboard)    | 40     |
| US Hot Dance Club Songs (Billboard)  | 10     |

| Bảng xếp hạng (1980-89)     | Vị trí |
| --------------------------- | ------ |
| Austria (Ö3 Austria Top 40) | 41     |
| US Billboard Hot 100        | 100    |

| Bảng xếp hạng        | Vị trí |
| -------------------- | ------ |
| US Billboard Hot 100 | 473    |

## Chứng nhận
| Quốc gia | Chứng nhận | Số đơn vị/doanh số chứng nhận |
| --- | ---------- | ----------------------------- |
| Úc (ARIA) | Bạch kim   | 70.000^                       |
| Pháp (SNEP) | Bạc        | 478,000                       |
| Đức (BVMI) | Vàng       | 0^                            |
| Nhật Bản (RIAJ) | —          | 31,810                        |
| Hà Lan (NVPI) | Bạch kim   | 100.000^                      |
| New Zealand (RMNZ) | Vàng       | 5.000*                        |
| Tây Ban Nha (PROMUSICAE) | Vàng       | 25.000^                       |
| Thụy Điển (GLF) | Bạch kim   | 50.000^                       |
| Thụy Sĩ (IFPI) | Vàng       | 25.000^                       |
| Anh Quốc (BPI) | Vàng       | 850,500                       |
| Hoa Kỳ (RIAA) | Bạch kim   | 1.000.000^                    |
| * Chứng nhận dựa theo doanh số tiêu thụ. ^ Chứng nhận dựa theo doanh số nhập hàng. ‡ Chứng nhận dựa theo doanh số tiêu thụ và phát trực tuyến. |            |                               |